# Benvenuto Cellini

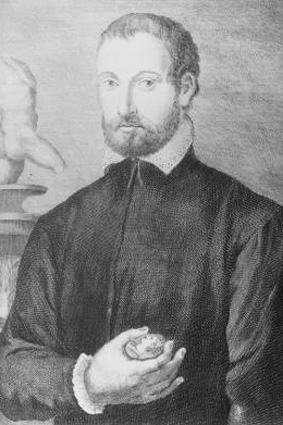
Benvenuto Cellini

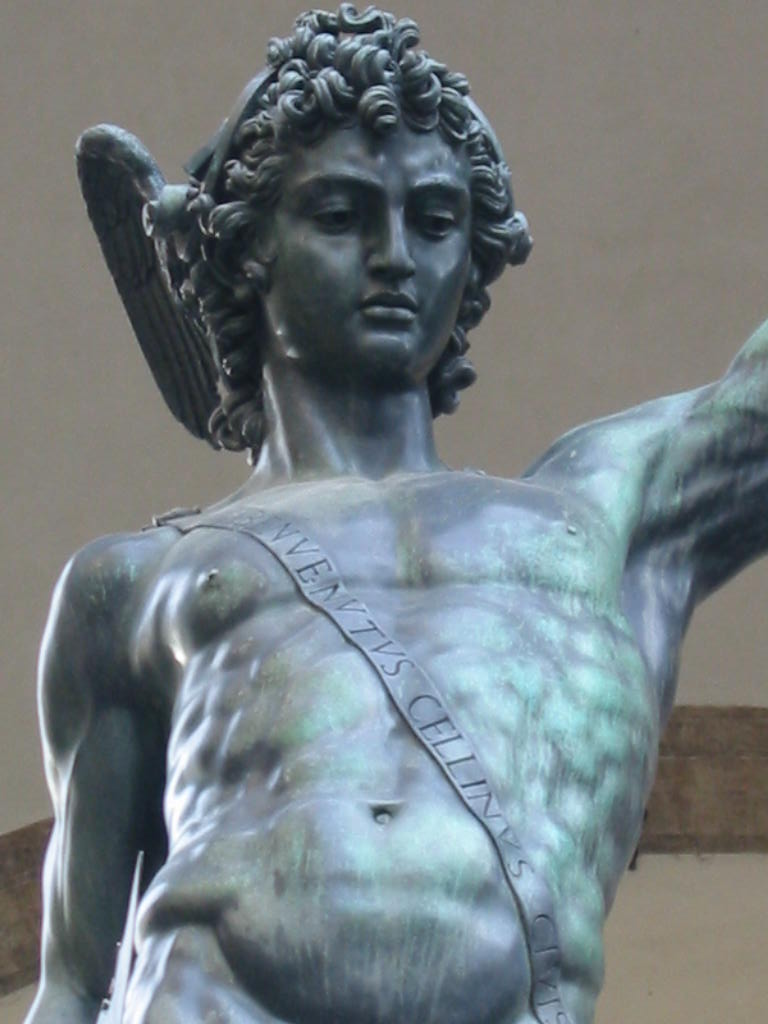
Perseus met het hoofd van Medusa (detail), Benvenuto Cellini

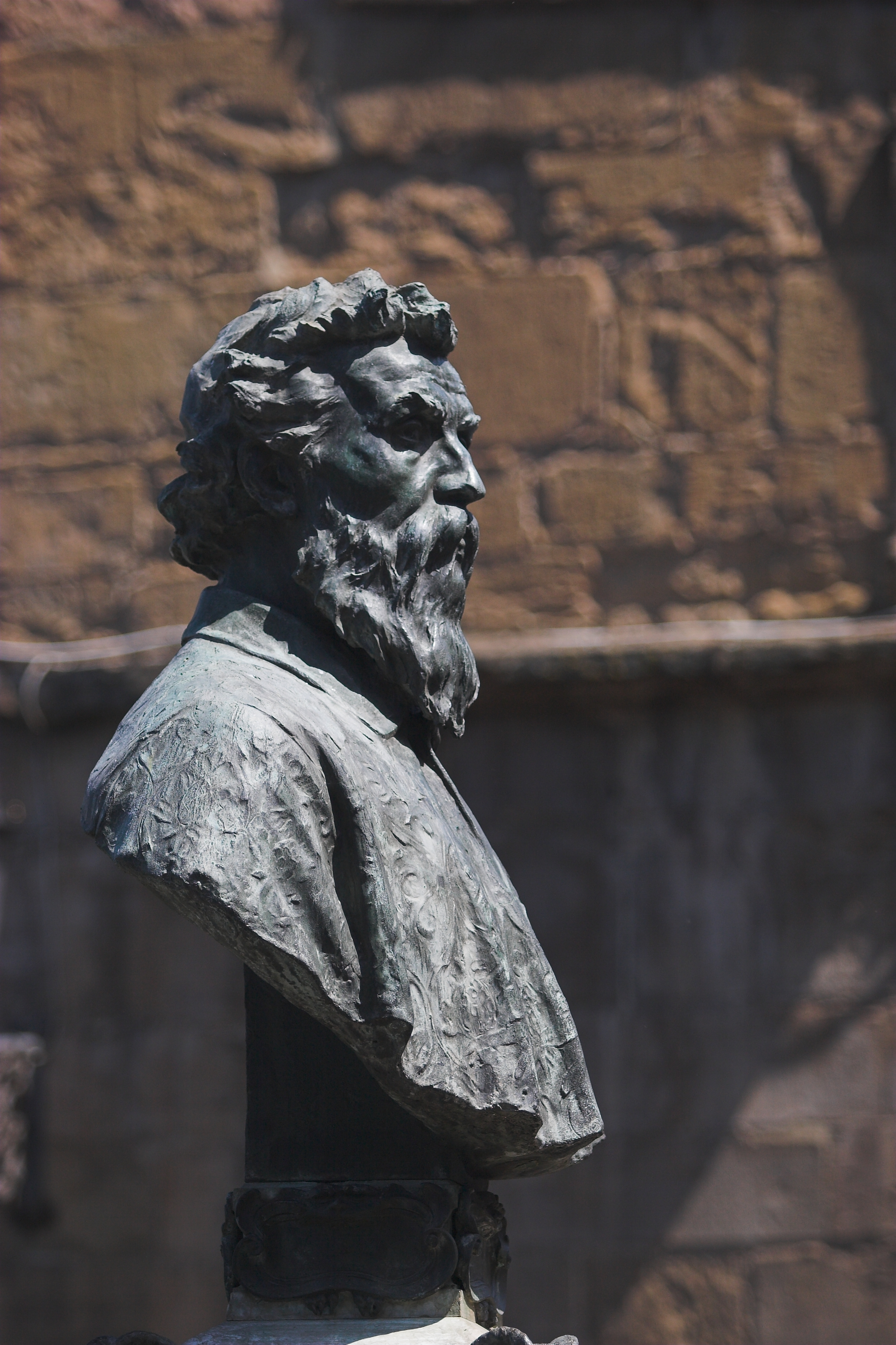
Buste van Benvenuto Cellini op de Ponte Vecchio, Florence

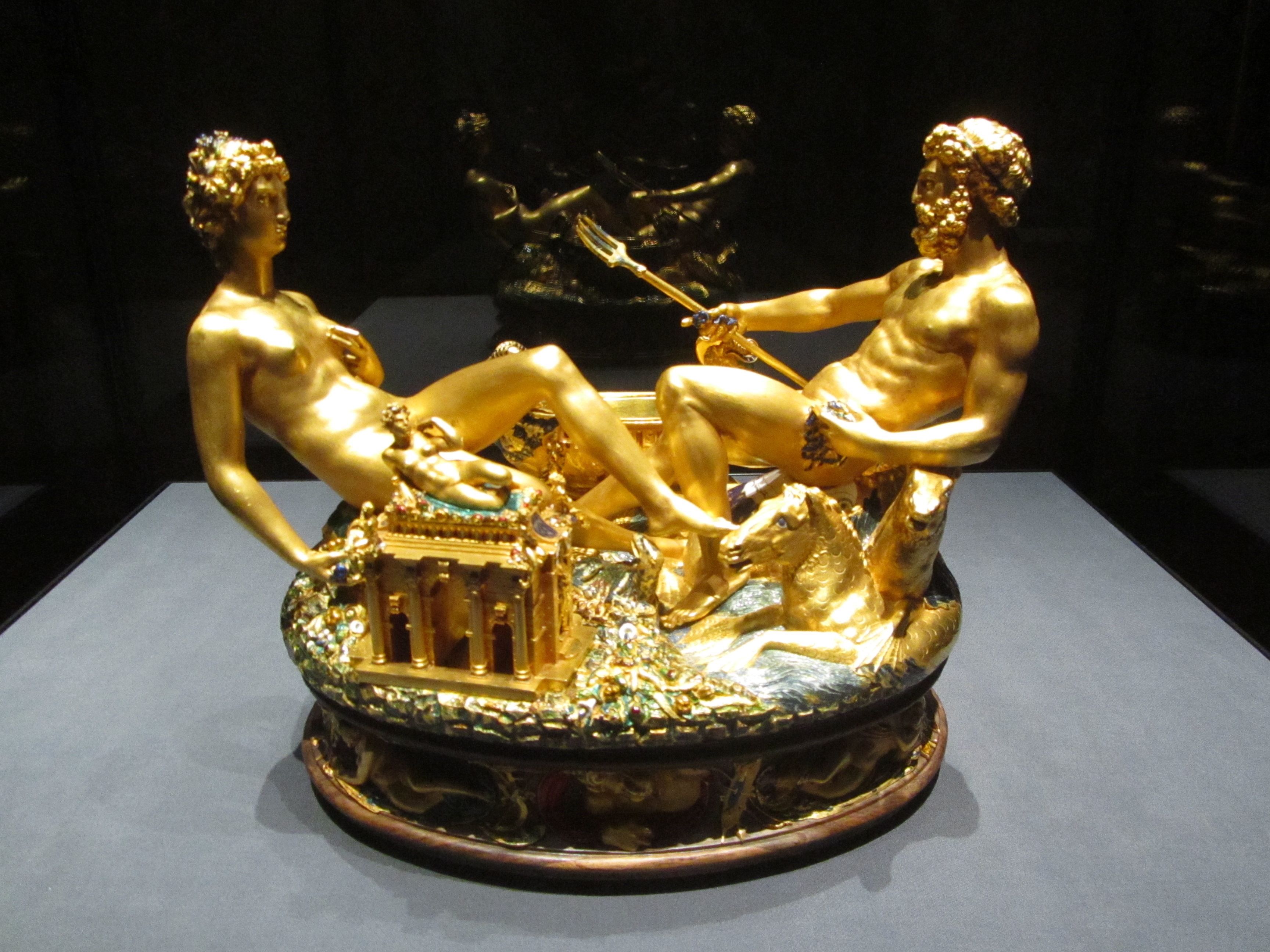
De saliera van Cellini, met de zeegod Poseidon (of Neptunus) en zijn vrouw Amphitrite. In het tempeltje naast haar werd de peper geplaatst; het zout in het schip naast Poseidon

Benvenuto Cellini (Florence, 3 november 1500 – Florence, 13 februari 1571) was een 16e-eeuws Italiaans kunstenaar die als belangrijke vertegenwoordiger van het maniërisme wordt gezien. Hij was beeldhouwer, edelsmid, schrijver en musicus, en daarmee een duidelijk voorbeeld van de uomo universale. 
Tot zijn bekendste werken behoren het bronzen beeldhouwwerk Perseus met het hoofd van Medusa, dat te bekijken is in de Loggia dei Lanzi, een beroemde beeldengalerij op het Piazza della Signoria in Florence; de levensgrote Kruisiging, de witmarmeren Jezus op een Zwart Kruis (Escorial), de Nimf van Fontainebleau uit 1542-43 (Louvre, Parijs) en de Saliera, een gouden zoutvat (Kunsthistorisches Museum, Wenen). Grote opschudding ontstond toen het beroemde zoutvat in 2003 gestolen werd uit het Kunsthistorisches Museum. Het werd uiteindelijk in 2006 teruggevonden. 
Benvenuto Cellini is ook van groot belang voor de literatuur. Zijn autobiografie, waaraan hij in 1558 in Florence begon, behoort tot de levendigste geschriften uit de Italiaanse renaissance. Hij schetst een bijzonder kleurrijk beeld van zichzelf en de maatschappij waarin hij leefde. Hoofdingrediënten zijn rivaliteit, wraak, moord, homoseksualiteit en een onvoorwaardelijk geloof in eigen kunnen.
Het schilderachtige levensverhaal leverde de stof voor verschillende andere boeken en opera's. De belangrijkste is wel de opera Benvenuto Cellini van Hector Berlioz.
Benvenuto Cellini is de leermeester geweest van de beeldhouwer Willem van Tetrode uit Delft, die op zijn beurt de leermeester is geweest van de beeldhouwer Adriaen de Vries.

## Musea
- Detroit Institute of Arts in Michigan
- Fitzwilliam Museum in Cambridge
- J. Paul Getty Museum in Los Angeles
- Kunsthistorisches Museum in Wenen
- Louvre in Parijs
- Metropolitan Museum of Art in New York
- National Gallery of Art in Washington D.C.

## Nederlandse vertalingen
- Het leven van Benvenuto Cellini door hemzelf verteld, vert. Corinne van Schendel en Henriëtte van Dam van Isselt, Querido, 1969 (herzien en uitgebreid 1982)
- Het leven van Benvenuto Cellini, Florentijnschen goudsmid en beeldhouwer, door hemzelven beschreven, vert. Petrus van Limburg Brouwer, 2 dln., Groningen, W. van Boekeren, 1843

- Bibsys: 90067439
- Biblioteca Nacional de España: XX823724
- Bibliothèque nationale de France: cb120569561 (data)
- Catàleg d'autoritats de noms i títols de Catalunya: 981058511816506706
- CiNii: DA0074151X
- Digitale Bibliotheek voor de Nederlandse Letteren: cell007
- Gemeinsame Normdatei: 118519875
- International Standard Name Identifier: 0000 0001 2101 539X
- Library of Congress Control Number: n79064913
- Nationale Bibliotheek van Letland: 000155176
- Bibliotheek van het Japanse parlement: 00435594
- Nationale Bibliotheek van Tsjechië: jn19990001378
- Nationale bibliotheek van Australië: 35026785
- Nationale Bibliotheek van Israël: 987007259527805171
- Nationale Bibliotheek van Polen: a0000001178452
- Nederlandse Thesaurus van Auteursnamen: 06862834X
- RKD-Nederlands Instituut voor Kunstgeschiedenis: 16121
- Istituto Centrale per il Catalogo Unico: CFIV000480
- LIBRIS: 180763
- SNAC: w6001j2q
- Système universitaire de documentation: 028810627
- Trove: 800355
- Union List of Artist Names: 500115352
- Virtual International Authority File: 56629983
- WorldCat: E39PBJpTYMDcR83PmjKtTrhrbd